# La traidora
La traidora es una telenovela venezolana de la cadena Venevisión en los años 1991 y 1992. Es una historia original del escritor y productor Humberto "Kiko" Olivieri.
Protagonistas son Alba Roversi y Pedro Lander, y con la participación antagónica de Nohely Arteaga.

## Sinopsis
En el corazón de la Selva Amazónica, dos enemigos muy distintos, de diferentes clases sociales y con diferentes valores se hacen amantes, odiándose y amándose al mismo tiempo.
Los dos enemigos son Valeria Montoya (Alba Roversi), presidenta de Trekom, una empresa de minería aurífera que extrae metales en el Amazonas, y Morel (Pedro Lander), un médico que lucha por los derechos de los indios. 
Valeria será traicionada por su prima Dayana Montoya (Nohely Arteaga), una mujer ambiciosa y psicópata que secretamente urde un plan para desplazarla de la presidencia de Trekom y adueñarse de la empresa familiar. 
Para lograr su plan, Dayana ordena incendiar un poblado indígena que se interponía y obstaculizaba la concreción de un importante proyecto minero de la compañía en el Amazonas. En este incendió muere Alaila, la hija de Morel, quien creerá que es Valeria la que dio la orden de asesinar a los aborígenes.
La Traidora es una historia de amor, lujuria, traición y venganza.

## Elenco
- Alba Roversi (Valeria Montoya)
- Nohely Arteaga (Dayana Montoya)
- Pedro Lander (Morel / Leonardo Castañeda)
- Julio Pereira (Luis Alfredo)
- Tony Rodríguez (Benjamín Montoya)
- Loly Sánchez (Sara Montoya)
- Lourdes Valera (Sofía Maldonado Mendonza)
- Rodolfo Drago (Humberto)
- Gladys Cáceres (Lorena)
- Manuel Salazar (Guaraco)
- Verónica Doza (La Bachaca)
- Patricia Nogueira (Michele)
- Xiomara Blanco (Cartagena)
- Verónica Ortíz (Ibelice)
- José Luís García (Augusto)
- Zamira Segura (La Johnson)
- Miguel Ferrari (Fragachan)
- José Ángel Ávila (Jairo)
- Beatriz Fuentes (Imalay)
- Aldo Zaia (Jhonhy)
- María Eugenia Pereira (Génesis Montoya)
- Roxana Chacón
- José Félix Cárdenas
- Natalia Fuenmayor
- Nirbeida Vielma
- Mirtha Pérez
- Maggie Sanoja
- Amílcar Marcano
- Lisbeth Manrique
- Oscar Campos
- Oscar Abad
- José Della Morte
- Yollety Cabrera
- Yuris Backac
- Rolando Inclan
- Eduardo Martínez del Box

## Lanzamiento internacional
- Filipinas RPN: (esto es la primera telenovela en el año 1994 apodada en Tagalo)